# کلایو بیکر (بازیکن فوتبال، زاده ۱۹۵۹)
کلایو بیکر (انگلیسی: Clive Baker؛ زادهٔ ۱۴ مارس ۱۹۵۹) بازیکن فوتبال اهل بریتانیا است.
از باشگاه‌هایی که در آن بازی کرده‌است می‌توان به باشگاه فوتبال بارنزلی، باشگاه فوتبال نوریچ سیتی، باشگاه فوتبال ایپسویچ تاون، و باشگاه فوتبال کاونتری سیتی اشاره کرد.